# Papežská akademie výtvarných umění a literatury
Papežská akademie výtvarných umění a literatury (italsky Pontificia Insigne Accademia di Belle Arti e Letteratura dei Virtuosi al Pantheon) je nejstarší ze všech papežských akademií pod vedením Svatého stolce a současně nejstarší národní uměleckou institucí na světě. Její správou je od 5. června 2022 pověřeno nové Dikasterium pro kulturu a vzdělávání.
Úplný italský název obsahuje dovětek Virtuosi al Pantheon (mistři Pantheonu), odkazující na římský Pantheon, který byl původním sídlem této akademie.

## Historie
Akademii založil v roce 1542 cisterciácký mnich Desiderio d'Adiutorio pod názvem „Kongregace svatého Josefa ze Svaté země“. Dne 5. října 1543 ji oficiálně uznal papež Pavel III. Sídlem kongregace byla kaple sv. Josefa v římském Panteonu.
V 17. století byly zahájeny pravidelné umělecké výstavy pod portikem Pantheonu, které vyvolaly značný ohlas. Konaly se vždy okolo 19. března, v době svátku sv. Josefa, který je patronem kongregace.
V roce 1837 vyčlenil papež Řehoř XVI. finance na pořádání uměleckých soutěží, což dále podpořilo věhlas kongregace. Kromě „cvičných“ soutěží, pořádaných každé dva měsíce, se jednou do roka konala hlavní soutěž gregoriánská, pojmenovaná právě po Řehořovi XVI.
V roce 1861 bylo kongregaci umožněno používat titul „papežská“ a 9. května 1928 ji Pius XI. přejmenoval na (papežskou) akademii.

## Organizace
Podle platného statutu z roku 1995 má akademie podporovat studium i tvorbu výtvarných děl a literatury se zvláštním ohledem na křesťanství a sakrální umění. Předmětem zájmu má být nejen umění ve všech jeho projevech, ale též duchovní povznesení umělců i diváků.
Akademie má celkem 50 členů, kteří se dělí do pěti skupin - architekti, malíři a filmoví tvůrci, sochaři, hudebníci a spisovatelé poezie i prózy. Členem se může stát každý významný umělec bez ohledu na národnost, pokud je prokázána jeho morální bezúhonnost. Do řad akademiků jej pak jmenuje papež. Po dosažení 80 let se stává emeritním členem. Akademie má rovněž 49 čestných členů.
Mezi známé umělce, kteří byli členy akademie patří: Francesco Mochi, Pietro da Cortona, Diego Velázquez, Francesco Borromini, Luigi Vanvitelli, Antonio Canova, Giuseppe Valadier, Taddeo Zuccari, Giacomo Barozzi da Vignola, Domenico Beccafumi, Antonio da Sangallo mladší, Carlo Rainaldi, Alessandro Algardi, Giovanni Lanfranco, Mattia Preti nebo Filippo Juvarra.
Vedením akademie je pověřen prezident, jmenovaný papežem na dobu pěti let (může však být jmenován opakovaně). Prezident je také členem Koordinační rady papežských akademií, která mimo jiné každoročně navrhuje kandidáty na udělení Ceny papežských akademií.

## Činnost
Akademie sponzoruje umělecké výstavy, prezentaci literárních děl, umělecké diskuse a exkurze na historická místa v Římě. Od roku 2001 vydává jednou ročně bulletin Annali della Pontificia Insigne Accademia di Belle Arti e Lettere dei Virtuosi al Pantheon, kde jsou otiskována umělecká pojednání i literární příspěvky od členů akademie i korespondentů mimo sdružení.

### Muzeum
V podkroví nad portikem Pantheonu je umístěno malé muzeum obrazů, soch a kreseb 16. - 20. století, vytvořené ze sbírek akademie. Muzeum prezentuje své sbírky on-line i prostřednictvím virtuální návštěvy.